# Лозов охлюв
Лозовият охлюв (Helix lucorum) е вид коремоного от семейство Helicidae – черупчест сухоземен охлюв (от групата Gastropoda terrestria).

## Разпространение
Видът е разпространен основно на изток в Анатолия, Грузия, Азербайджан, Армения и Северен Иран. По-рядко може да се види на Балканите в Албания, Босна и Херцеговина, България, Хърватия, Гърция, Северна Македония, Сърбия и Турция. Сведения за него има още от Израел, Сирия, Русия, Италия, Унгария, Румъния, Украйна, Чехия, Словакия, Франция и Великобритания.

## Местообитание
Среща се в широколистни гори, по долините на реки, в паркове, и др. Активен е през нощта или след силен дъжд.